# Lac Apokociciw
Lac Apokociciw är en sjö i Kanada.   Den ligger i regionen Mauricie och provinsen Québec, i den sydöstra delen av landet, 300 km norr om huvudstaden Ottawa. Lac Apokociciw ligger 402 meter över havet. Arean är 11,5 kvadratkilometer. Den sträcker sig 12,0 kilometer i nord-sydlig riktning, och 6,1 kilometer i öst-västlig riktning.
Trakten runt Lac Apokociciw är nära nog obefolkad, med mindre än två invånare per kvadratkilometer.